# Rie Mastenbroek
Hendrika Wilhelmina ("Rie") Mastenbroek (Rotterdam, 26 februari 1919 – aldaar, 6 november 2003) was een Nederlands zwemster, die in haar loopbaan drie olympische titels won.

## Biografie
Mastenbroek startte met zwemmen onder leiding van 'Ma' Braun. Braun had haar eigen dochter getraind toen deze een olympische gouden medaille behaalde bij de Olympische Spelen van 1928 in Amsterdam. In 1934 won Mastenbroek drie gouden en één zilveren medaille bij de Europese kampioenschappen langebaan (50 meter) in Maagdenburg.
Ze herhaalde deze prestatie bij de Olympische Spelen van 1936 in Berlijn. Ze won, als zeventienjarige, de 100 meter vrije slag, de 400 meter vrije slag en (samen met Willy den Ouden, Tini Wagner en Jopie Selbach) de 4x100 meter vrije slag. Op de 100 meter rugslag behaalde ze de zilveren medaille, achter Nida Senff. De laatste miste een keerpunt en moest terugzwemmen, maar won toch goud dankzij een fenomenale eindsprint. Het was voor het eerst in de geschiedenis dat een zwemster zoveel (gouden) olympische medailles had gewonnen, en Mastenbroek was dan ook de ongekroonde keizerin van de Spelen.
Na de Olympische Spelen van 1936 in Berlijn kreeg Mastenbroek ruzie met haar trainster, en stopte met wedstrijdzwemmen. In 1937 trad ze in dienst als zweminstructrice. Daarop ontnam de zwembond haar de amateurstatus, waardoor ze niet meer kon meedoen aan internationale wedstrijden. Op haar deelname aan de Spelen van 1936, die de geschiedenis in gingen als Hitlers Spelen, keek ze later met gemengde gevoelens terug.
Tijdens haar carrière verbeterde de Rotterdamse in totaal negen wereldrecords: zes op de rugslag, drie op de vrije slag. In 1968 werd ze benoemd tot lid van de International Swimming Hall of Fame. Het Internationaal Olympisch Comité beloonde haar in 1997 met de hoogste eer, de Olympic Order. In 1962 deed ze afstand van een van haar gouden olympische medailles; die liet ze bij opbod verkopen in het kader van de liefdadigheidsactie Open het Dorp.
Mastenbroek trouwde op 5 april 1939 met Cor Kuijpers. Ze kreeg met hem een dochter en een zoon, waarna het stel in 1945 scheidde. Later kreeg de alleenstaande Mastenbroek nog een zoon. In 1975 hertrouwde ze met een weduwnaar. Rie Mastenbroek stierf in haar woonplaats Rotterdam op 84-jarige leeftijd.

## Internationale erelijst

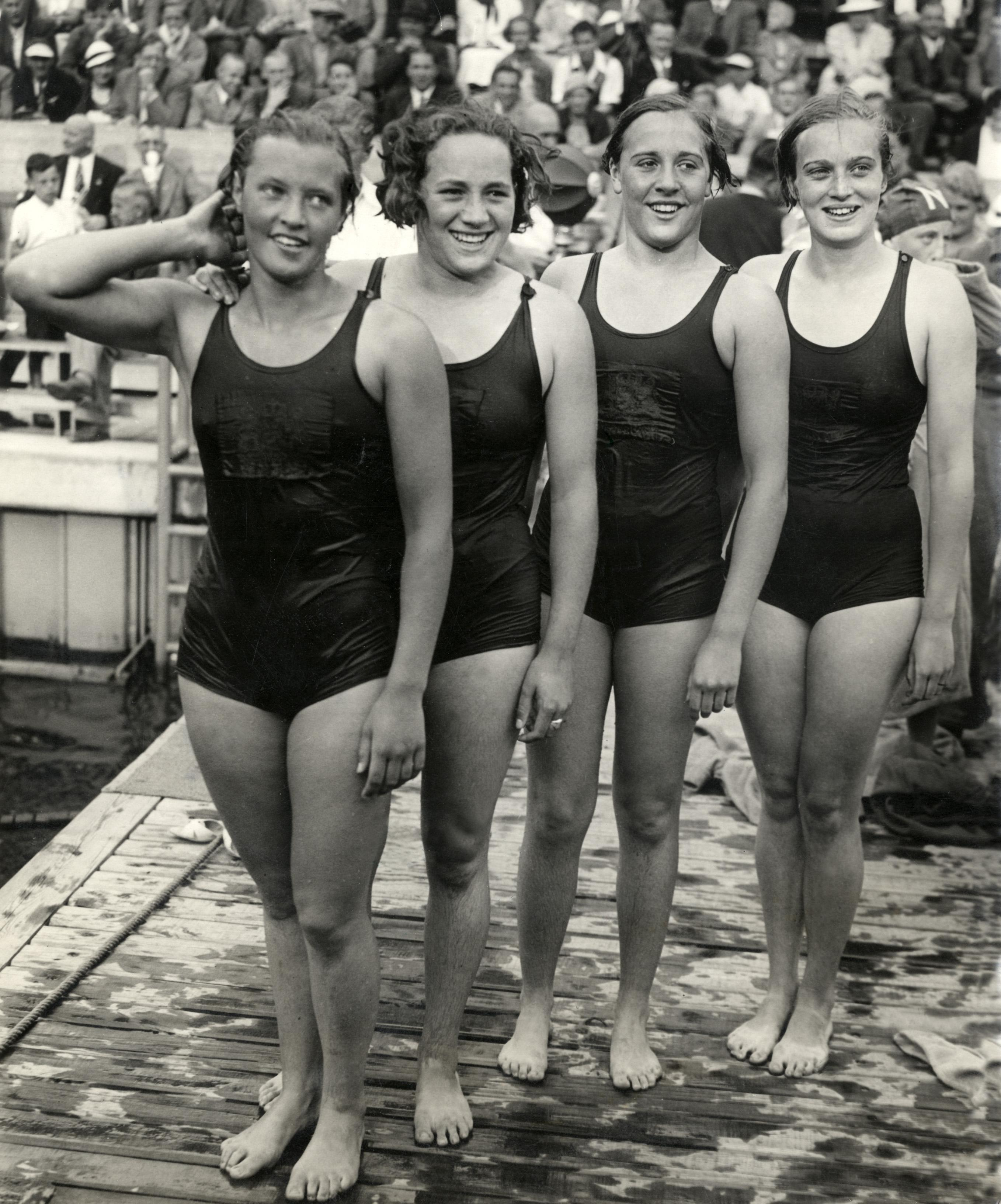
Het Nederlandse 4 x 100m estafetteteam op de Europese kampioenschappen 1934: Willy den Ouden, Rie Mastenbroek, Annie Timmermans, Jopie Selbach.

### 1934
- Europese kampioenschappen in Maagdenburg:
  - Eerste op de 100 meter rugslag (1.20,3)
  - Eerste op de 400 meter vrije slag (5.27,4)
  - Tweede op de 100 meter vrije slag in (1.08,1)
  - Eerste op de 4x100 meter vrije slag (4.41,5)

### 1936
- Olympische Spelen in Berlijn:
  - Eerste op de 100 meter vrije slag (1.05.9)
  - Eerste op de 400 meter vrije slag in (5.26,4)
  - Eerste op de 4x100 meter vrije slag (4.36,0)
  - Tweede op de 100 meter rugslag (1.19,2)

## Wereldrecords

### 1934
- 1.16,8 op de 100 meter rugslag (kortebaan) in Düsseldorf
- 5.27,4 op de 400 meter vrije slag (langebaan) in Maagdenburg
- 4.33,3 op de 4x100 meter vrije slag (kortebaan) in Rotterdam

### 1935
- 2.49,6 op de 200 m rugslag (kortebaan) in Amsterdam

### 1936
- 1.15,8 op de 100 m rugslag (kortebaan) in Amsterdam
- 5.26,4 op de 400 m vrije slag (langebaan) in Berlijn
- 4.36,0 op de 4x100 meter vrije slag (langebaan) in Berlijn
- 4.32,8 op de 4x100 meter vrije slag (kortebaan) in Rotterdam

## Vernoemingen
Er zijn een aantal straten in Nederland naar haar vernoemd, onder andere:
- in de wijk Stadseiland in Arnhem
- in het Gezondheidspark in Dordrecht
- in Haarlem
- in de Sportheldenbuurt in Amsterdam
- in Rotterdam-Noord de Rie Mastenbroeklaan

Het wedstrijdzwembad van Zwemcentrum Rotterdam aan het Zuidplein is in 2019 naar Mastenbroek vernoemd. 

## Biografie
- Marian Rijk, Vergeten goud: het leven van olympisch kampioene Rie Mastenbroek, uitgever Ambo-anthos, 2020, ISBN 9789026351105

- Biografisch Portaal: 74414185
- Gemeinsame Normdatei: 1222471582
- Virtual International Authority File: 3173148037702388350007

1912: Fanny Durack ·
1920: Ethelda Bleibtrey ·
1924: Ethel Lackie ·
1928: Albina Osipowich ·
1932: Helene Madison ·
1936: Rie Mastenbroek ·
1948: Greta Andersen ·
1952: Katalin Szőke ·
1956: Dawn Fraser ·
1960: Dawn Fraser ·
1964: Dawn Fraser ·
1968: Jan Henne ·
1972: Sandra Neilson ·
1976: Kornelia Ender ·
1980: Barbara Krause ·
1984: Nancy Hogshead/Carrie Steinseifer ·
1988: Kristin Otto ·
1992: Zhuang Yong ·
1996: Le Jingyi ·
2000: Inge de Bruijn ·
2004: Jodie Henry ·
2008: Britta Steffen ·
2012: Ranomi Kromowidjojo ·
2016: Simone Manuel/Penelope Oleksiak ·
2020: Emma McKeon ·
2024: Sarah Sjöström
1924: Martha Norelius ·
1928: Martha Norelius ·
1932: Helene Madison ·
1936: Rie Mastenbroek ·
1948: Ann Curtis ·
1952: Valéria Gyenge ·
1956: Lorraine Crapp ·
1960: Chris von Saltza ·
1964: Ginny Duenkel ·
1968: Debbie Meyer ·
1972: Shane Gould ·
1976: Petra Thümer ·
1980: Ines Diers ·
1984: Tiffany Cohen ·
1988: Janet Evans ·
1992: Dagmar Hase ·
1996: Michelle Smith ·
2000: Brooke Bennett ·
2004: Laure Manaudou ·
2008: Rebecca Adlington ·
2012: Camille Muffat ·
2016: Katie Ledecky ·
2020: Ariarne Titmus ·
2024: Ariarne Titmus
1912: Moore, Fletcher, Speirs, Steer ·
1920: Woodbridge, Schroth, Guest, Bleibtrey ·
1924: Donnelly, Ederle, Lackie, Wehselau ·
1928: Lambert, Osipowich, Saville, Norelius ·
1932: Johns, Saville, McKim, Madison ·
1936: Selbach, Wagner, den Ouden, Mastenbroek ·
1948: Corridon, Kalama, Helser, Curtis ·
1952: I. Novák, Temes, É. Novák, Szőke ·
1956: Fraser, Leech, Morgan, Crapp ·
1960: Spillane, Stobs, Wood, von Saltza ·
1964: Stouder, de Varona, Watson, Ellis ·
1968: Barkman, Gustavson, Pedersen, Henne ·
1972: Babashoff, Barkman, Kemp, Neilson ·
1976: Peyton, Sterkel, Babashoff, Boglioli ·
1980: Krause, Metschuck, Diers, Hülsenbeck ·
1984: Johnson, Steinseifer, Torres, Hogshead ·
1988: Otto, Meißner, Hunger, Stellmach ·
1992: Haislett, Martino, Thompson, Torres ·
1996: Martino, Van Dyken, Fox, Thompson ·
2000: Van Dyken, Shealy, Thompson, Torres ·
2004: Mills, Lenton, Thomas, Henry ·
2008: Dekker, Kromowidjojo, Heemskerk, Veldhuis ·
2012: Coutts, C. Campbell, Elmslie, Schlanger ·
2016: McKeon, Elmslie, B. Campbell, C. Campbell ·
2020: B. Campbell, Harris, McKeon, C. Campbell ·
2024: O'Callaghan, Jack, McKeon, Harris